# Клаусдорф (Швентине)
Клаусдорф (нем. Klausdorf) — посёлок в Германии, в земле Шлезвиг-Гольштейн.
Входит в состав района Плён. Население 6081 чел. Занимает площадь 6,52 км². Официальный код — 01 0 57 036.

## География и транспорт
Клаусдорф расположен на федеральной трассе 76, ландштрассе 52, а также на реке Швентине и граничит с районами Веллингдорф и Эльмшенхаген в Киле, районом Райсдорф в долине Швентиненталь, а также с муниципалитетом Шенкирхен.

## История
Клаусдорф был основан монастырем Притц и впервые упоминается в 1224 году как Врувенхуте. В 1233 году это место получило название Николаусторп, потому что здесь была построена часовня в честь святого Николая.

### Роспуск муниципалитета
1 марта 2008 года в результате слияния ранее свободных от должности муниципалитетов Клауздорф и Райсдорф был образован новый муниципалитет Швентиненталь.

## Школа
В районе находится начальная школа Астрид Линдгрен. До 1990-х годов здесь также размещалась средняя школа. Бывшая часть школы с 1984 года использовалась как самоуправляемый дом молодежи.

## Церковь
На деревенской площади находится евангелическая церковь Филиппа.

## Личности
- Томас Рейнек (1967 г.р.), каноист из Клаусдорфа, олимпийский чемпион в гребле на байдарках с четверками